# تريفور ويلسون
تريفور ويلسون (بالإنجليزية: Trevor Wilson)‏ هو لاعب كرة قاعدة أمريكي، ولد في 7 يونيو 1966 في توررانسي في الولايات المتحدة.

## وصلات خارجية
- تريفور ويلسون على موقعبيزبول رفرنس.كوم (الدوري الرئيسي) (الإنجليزية)
- تريفور ويلسون على موقعبيزبول رفرنس.كوم (الدوري الثانوي) (الإنجليزية)